# فلات هاردانگر

موقعیت فلات

فلات هاردانگر،(به انگلیسی:Hardangervidda) یا هاردانگرویددا، با مساحت ۸۰۰۰ کیلومتر مربع بزرگترین فلات کوهستانی اروپا و نروژ است.
در یک برآورد کلی، می‌توان گفت که بخش اعظم فلات هاردانگر در کشور نروژ، در استان‌های وستلند، وستفولد اوگ تلمارک؛ و ویکن واقع شده‌است.
در کل، همه گسترده فلات در ارتفاعی بالاتر از خط رویش درختان، قرار گرفته‌است. مرتفع‌ترین مناطق در سمت غرب واقع شده؛ و اکثراً ارتفاعی حدود ۱۱۰۰ متر تا ۱۴۰۰ متر بالاتر از سطح دریا دارند.

## زمین و طبیعت فلات
از نظر زمین شناسی ، فلات هاردانگر، یک دشت‌گون سنگ بستر است که در دوران ترشیاری، با چین خوردن و بالا آمدن بخشی از زمین، به ارتفاع کنونی خود رسیده است.
در بالای بستر سنگی ، بقایای  شیل های کامبرین وجود دارد که در زمان کوه‌زایی کالدونین ، به شکل خفیفی دگرگونی پیدا کرده اند.
بلندترین کوه ها شامل صخره های سخت و بلورین با منشاء آذرین هستند که در اثر راندگی بالا آمده اند . این ارتفاعات در زمان کوه‌زایی کالدونین از سمت شمال غربی روی سنگهای شیل رانده شده اند. نمونه ای از این راندگی، قله  هُرتَیگِنْ، است که ۱۶۹۰ متر از سطح دریا ارتفاع دارد. در کل، همه گسترده فلات در ارتفاعی بالاتر از خط رویش درختان، قرار گرفته‌است. مرتفع‌ترین مناطق در سمت غرب واقع شده؛ و اکثراً ارتفاعی حدود ۱۱۰۰ متر تا ۱۴۰۰ متر بالاتر از سطح دریا دارند.
در فلات هاردانگر،  زندگی جانوری و گیاهی سرشار و متنوعی وجود دارد. از جمله در کنار دیگر انواع ،گله های گوزن شمالی وحشی با حدود ۱۰ هزار رأس حیوان و روباه های کوهستانی (کاملاً محافظت شده) وجود دارد. در اینجا پرندگان  زیادی وجود دارند. برای بعضی از انواع پرنده فلات هاردانگر، مرز  گسترش،  به سمت جنوب است. در شبکه های آب منطقه، ماهی آزاد و قزل آلا فراوان است. برای بسیاری از انواع گیاهان کوهستانی، فلات هاردانگر مرز جنوبی رویش محسوب می شود. فلات هاردانگر، حتی تا اواخر عصر برنز، پوشیده از جنگل بود.
فلات هاردانگر، حوضهٔ آبریز رودخانه های بزرگ و مهمی است.  سامانهٔ جریان آب درامن که در هاردانگرویددا، جریان دارد، از جمله شامل رودخانه هالینگ دال می شود. بزرگترین رودخانه ای که از ارتفاعات فلات هاردانگر به سمت استان وستلند، جاری می شود، رودخانه بیورئو است.  ضمن اینکه فلات هاردانگر سرچشمه تعداد زیادی رود و جویبارهای دیگر است.  

## تولید نیرو

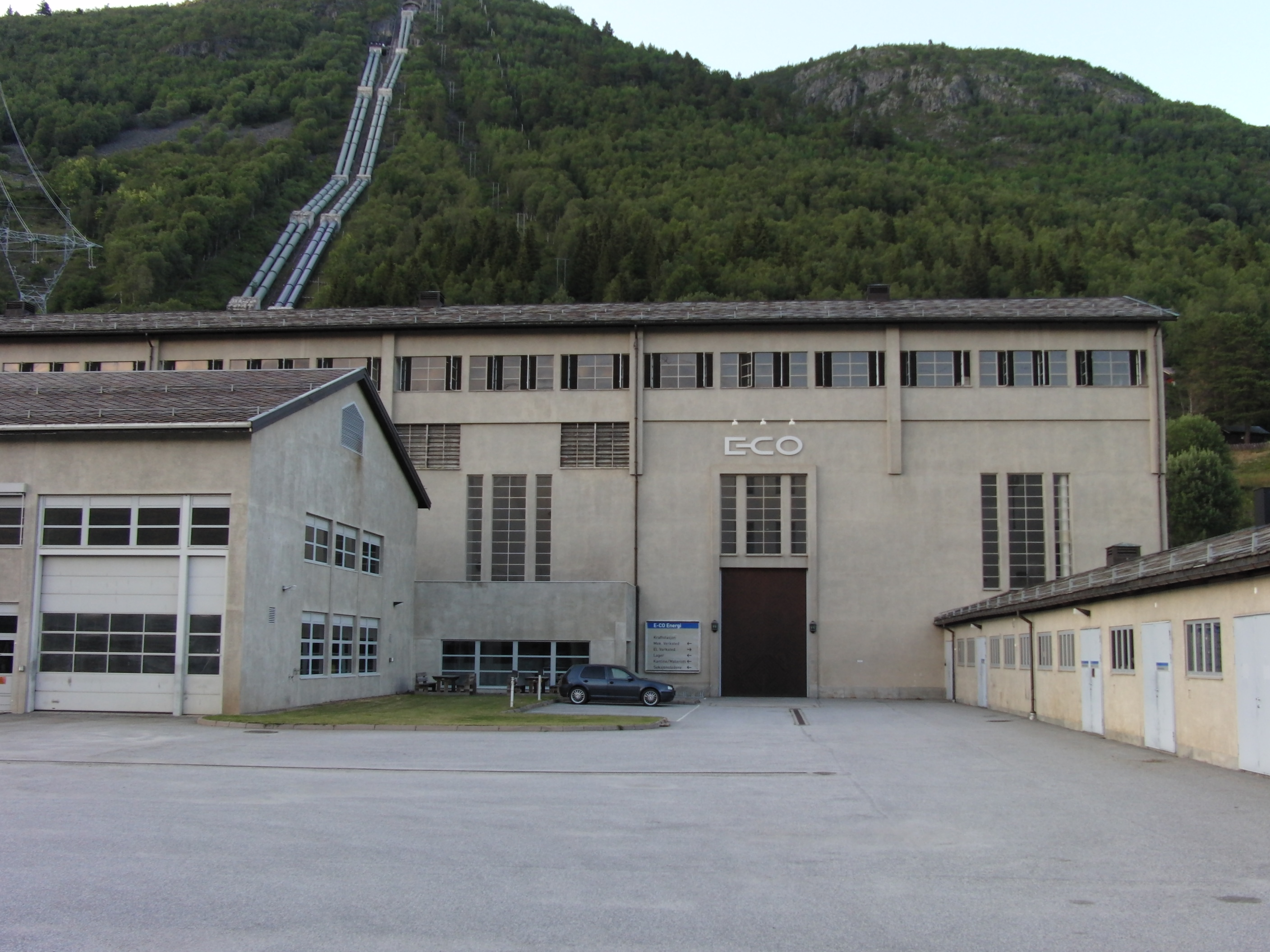
(هول: Hol) یکی از تأسیسات متعدد تولید نیروی برق است که در ارتباط با شبکه جریان آب هالینگ دالس الوا ، ساخته شده است. ساختن این تأسیسات در سال ۱۹۴۰شروع شده و در سال ۱۹۴۹ بهره بردای تولیدی از تأسیسات آغاز شده است.

فلات هاردانگر، به دلیل وجود بارش فراوان و ارتفاعاتی که  جریان آب را در شبکهٔ بزرگی از دریاچه ها و رودخانه ها  به‌طور طبیعی و خود به خود تنظیم می کند، از نظر تولید نیرو، بسیار با ارزش است. تأسیسات و سد و کانال های تولید نیرو، در تعداد زیادی از رودخانه ها یی که سرچشمه آنها در فلات هاردانگر قرار گرفته،  به شکل کامل و یا نسبی ساخته شده است.
از این تعداد زیاد، می توان از تأسیسات هالینگ دالس الوا و تأسیسات تولید نیروی برق در رودخانه بیورئو، به عنوان موارد  نسبتاً مهم و شناخته شده نام برد.
بخش های مرکزی فلات هاردانگر،  کمتر مورد تداخل مربوط به تنظیمات مصنوعی جریان آب، قرار گرفته است. بخش هایی از فلات هاردانگر پارک ملی اعلام شده و تحت محافظت قرار دارد. مواردی از قوانین محافظت از بعضی از قسمت های فلات هاردانگر، از مدتها پیش یعنی سال ۱۹۷۳ به تصویب مجلس ملی نروژ رسیده بود که به تدریج توسعه پیدا کرد. در سال ۱۹۸۱ میلادی، محوطه ای به مساحت ۳۴۳۰ کیلومتر مربع ،تحت عنوان. پارک ملی هاردانگرویددا مورد محافظت قرار داده شد. این پارک شامل قسمت های مرکزی فلات هاردانگر است و امور مربوط به همه شهرستان های واقع در فلات،  به استثنای محدوده شهرداری اولویک در استان وستلند را تحت تأثیر مستقیم قرار می دهد.

## حمل و نقل و گردشگری

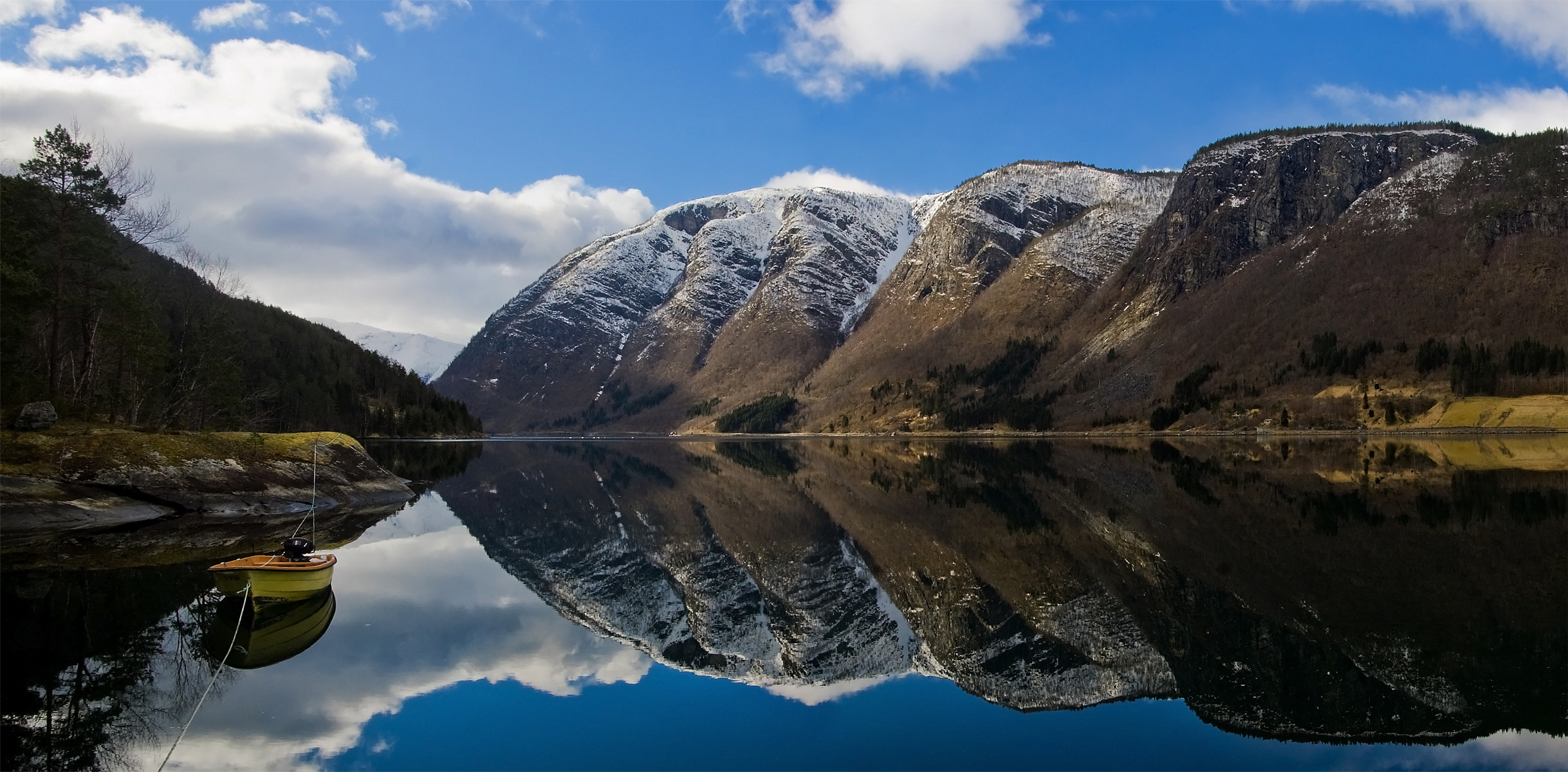
چشم انداز کوه ها در امتداد آبدره اولویک ، شاخه جانبی هاردان‌گرفیورد، در استان وستلند.

بزرگراه شماره ۷ کشوری که از بخش شمالی فلات هاردانگر عبور می کند. در طول تابستان، مهمترین  شبکهٔ حمل و نقل زمینی، بین اسلو و برگن است. اما در کل شبکهٔ راه در فلات هاردانگر توسعه چندانی نداشته است.
این فلات به‌طور گسترده ای برای پیاده روی در تابستان و زمستان استفاده می شود. به غیر از مهمان سرا ها و هتل هایی که در کنار جاده های اصلی واقع شده اند. در اینجا ۲۴ ویلای گردشگری  در کل  با داشتن ۱۰۷۳ تخت، برای پذیرایی از گردشگران وجود دارد.